# Молдовська монокліналь
Молдавська монокліналь тектонічна одиниця  третього порядку в складі Східноєвропейської платформи. Представлена пологим моноклінальним зануренням поверхні кристалічного фундаменту у південному та південно-західному напрямках із зміною глибин залягання від 0 до 2,5-3,5 км при середній крутизні близько 10 м на 1 км. Опускання складчастої основи в плані — нерівномірне. Воно ускладнюється терасоподібними і флексурними уступами, структурними виступами та мульдами. Ці форми різною мірою відбиваються в структурі осадового чохла. За своєю природою і орієнтацією розривні порушення, які слідкуються у фундаменті та найнижчих горизонтах чохла, більшість дослідників об'єднують у три системи розломів:
- I субмеридіональна
  - Одеський глибинний розлом
  - Фрунзівсько-Арцизький глибинний розлом
- II північно-західна
  - Придністровський глибинний розлом
- III субширотна
  - Кишинівський глибинний розлом